# هيرمان فلورستيد
آرثر هيرمان فلورستيد (بالألمانية: Hermann Florstedt)‏ (18 فبراير 1895   - 15 أبريل 1945)، كان عضوًا في الحزب النازي، وكان قائدًا لقوات الأمن الخاصة الألمانية ومجرم حرب مُدان. أصبح القائد الثالث لمعسكر الاعتقال مجدانيك في أكتوبر 1942. أدين فلورستيد بالفساد ونفذه النظام في أبريل 1945.

## الحرب العالمية الثانية
انضم إلى شوتزشتافل في عام 1933 وحقق رتبة شتاندارتن فوهرر في عام 1938. خدم في محتشد اعتقال ساكسنهاوزن من عام 1940 حتى عام 1942. تم تعيينه الرئيس الثالث لمعسكر الإبادة ماجدانك في أكتوبر 1942 ليحل محل SS-Sturmbannführer ماكس كوجيل.
وحل محله القائد المؤقت مارتن غوتفريد فايس. أعدم فلورستيد من قبل قوات الأمن الخاصة on 15 April 1945. 